# Flohliteratur

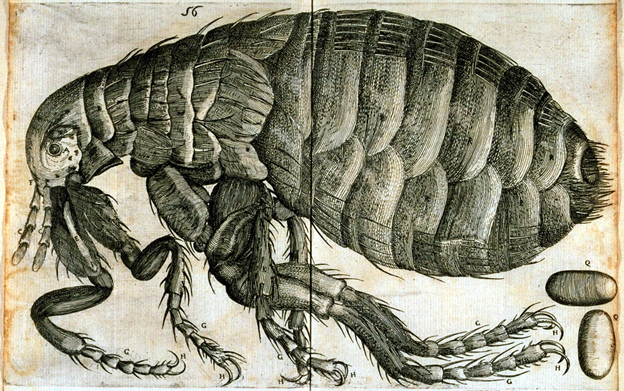
Filippo Bonanni: Floh (aus: Micrographia Curiosa 1691)

Die Flohliteratur ist eine besondere Literaturgattung, die das Thema des Flohs in einer Vielzahl von Dichtungen, Satiren, Fabeln, Grotesken und Humoresken zum Thema hat. Nach einigen französischen und italienischen Vorbildern erscheint die Flohliteratur besonders im deutschen Sprachraum des 16. und 17. Jahrhunderts. Sie kontrastiert bewusst die moralisierenden Tierfiguren der klassischen und mittelalterlichen Fabel. Durch moralische Gegenentwürfe, gesellschaftliche Kritiken und Satiren auf wissenschaftliche Werke wurde die Flohliteratur zu einer typischen Literaturgattung des Humanismus. Meist erscheint der Floh als Personifikation oder vermenschlichte Allegorie verschiedener ihm zugeschriebener Eigenschaften wie Schnelligkeit, Kleinheit, Witz, Intelligenz, Wollust, Promiskuität oder Eloquenz. Auch die Auseinandersetzung mit dem Floh als Parasit und dauerndem Begleiter des menschlichen Lebens ist Thema der Flohliteratur. In diesem Zusammenhang wird der Floh als Bewohner tabuisierter Körperstellen auch zur erotischen Metapher.
Die wesentlichen Motive der Flohliteratur erscheinen bis in die Literatur des späten 19. Jahrhunderts; mit dem Verschwinden der Allgegenwart des Parasiten aus den modernen Gesellschaften verliert das Flohmotiv auch seine literarische Bedeutung. In der Literatur des 20. Jahrhunderts erscheinen die Motive der klassischen Flohliteratur erneut, sie werden lediglich auf andere Handlungsträger des allegorischen Tierepos als dem Floh übertragen.

## Der Floh als literarisches Motiv der frühen Neuzeit

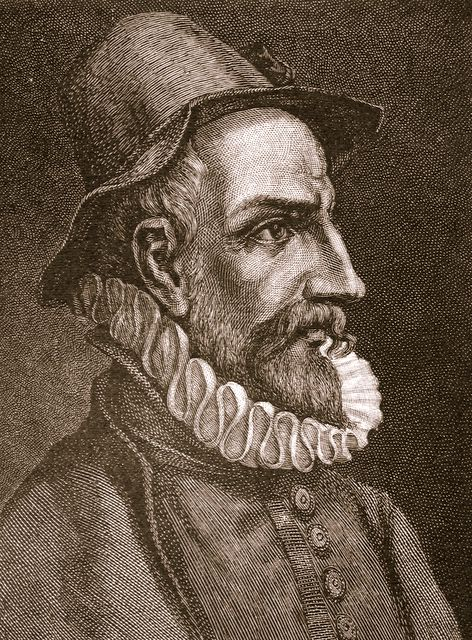
Johann Fischart (1546–1591)

In den Tierdichtungen und Fabeln der Antike und des Spätmittelalters erscheinen überwiegend größere Tiere wie beispielsweise Wolf, Fuchs, Löwe und Bär. Sie bestimmen mit ihren eng umrissenen Charakteren das Handlungsrepertoire und die oft wiederkehrenden Motive der klassischen Fabel, wie bei Äsop als prägenden Autor des Genres. In wenigen dieser klassischen Werke erscheinen Insekten (beispielsweise in Äsops Die Ameise und die Heuschrecke), nur sehr selten der Floh. Einzelne Dichtungen des Spätmittelalters personifizieren den Floh, so in dem Gedicht Von dem Ritten und von der vlô (um 1320) von Ulrich Boner.
Im 16. Jahrhundert erfährt das literarische Tierrepertoire einen auffallenden Wechsel hin zu Kleintieren und Insekten. Nun werden Mäuse, Frösche, Mücken und Flöhe zu Trägern der Haupthandlung oder zum eigentlichen Gegenstand einer satirischen Betrachtung. Mit dem Floh als neuen Protagonisten werden in dieser frühen europäischen Flohliteratur keine gesellschaftliche Moralvorstellungen oder charakterliche Belehrungen wie bei üblichen Fabeltieren vermittelt. Während andere Tiermotive oft mit vorbildhaften Eigenschaften verbunden wurden, beispielsweise der Fleiß von Ameise und Biene, nutzen die Literaten des 16. und 17. Jahrhunderts den Floh zur Darstellung moralischer und wissenschaftlicher Gegenentwürfe. Die Flohliteratur ist mit ihren Motiven und Absichten ursprünglich ein Kind des späten Humanismus. Aus dem Spannungsverhältnis zwischen der Existenz als lästiger Parasit und einer erdachten Rolle als Liebesbote, Gelehrter, Politiker gewinnt die Flohliteratur ihren humoristischen, satirischen Charakter. Der Reiz des Floh-Motives liegt zum großen Teil in dieser Ambivalenz seiner ihm zugeschriebenen Eigenschaften.
Überwiegend erschienen diese damals neuartigen Werke in den Verlagen von Johann Carolus und Bernhard Jobin in Straßburg. Beispielhaft sind der Froschmeuseler (1595) von Georg Rollenhagen und die Floïa, cortum versicale (1593) von „Gripholdo Knickknackio“. Die literarischen Vorbilder hierfür sind in Italien und Frankreich zu finden. So beispielsweise in der Moschaea (Krieg zwischen Mücken und Ameisen) des Italieners Teofilo Folengo (1519) und dem Pulicis Encomium Physica Ratione Tractatum (Lyon 1550) des Petrus Gallisardus wiederum angeregt durch das Encomium pulicis (Ferrara? 1519) des Caelio Calcagnini (1479–1541). Eine deutsche Übertragung der Moschaea Folengos, die dem Beispiel einer pseudolateinischen Mischsprache als makkaronische Dichtung folgt, erscheint um 1580 als Mückenkrieg von Hans Christoph Fuchs. Am Mückenkrieg bzw. der Moschaea sind auch Flöhe beteiligt, so finden wir hier Cacaniel, den König der Flöhe und Atricos, das Schloss der Flöhe. Folengos Dichtung erscheint in einer Übersetzung von Balthasar Schnurr 1612 erneut bei Carolus in Straßburg. Der Krieg zwischen Mücken und Ameisen ahmt, ganz der humanistischen Tradition entsprechend, das antike Vorbild Homers in der „Batrachomyomachie“ (Froschmäusekrieg) nach. In Wolfhart Spangenbergs Von des Flohes Strauß mit der Laus (Muckenlob) (1610) und in Galissardus’ Pulicis Encomium wird die literarische Form des Loblieds (Enkomion) beispielsweise eines Pindars karikiert und damit die gerade in dieser Zeit neuentdeckten Autoren der Antike ironisiert.

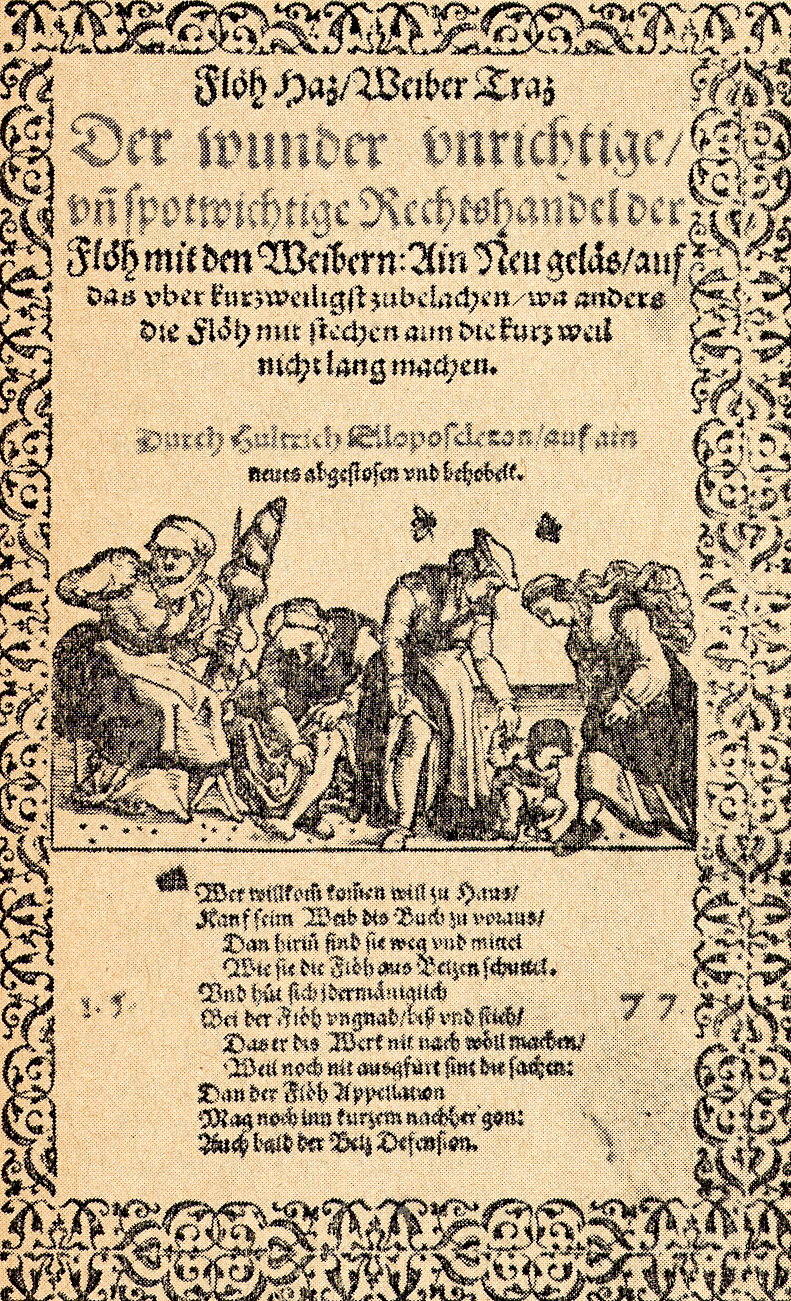
Titelblatt der Ausgabe von Flöh Haz \ Weiber Traz aus dem Jahr 1577

Als erstes großes Werk der Flohliteratur gilt Johann Fischarts Flöh Haz, Weiber Traz, das 1573 und erweitert 1577 bei seinem Schwager Jobin in Straßburg erschien. Fischart nimmt in die erste Fassung die Flohklage von Mathias Holtzwart und ein 1530 als Flugblatt erschienenes Flohlied auf, das mit den Versen beginnt: „Die Weiber mit den Flöhen, Die han ein stäten krieg, Sie geben auß groß Lehen, Das man sie all erschlieg.“ Ausgehend von der These einer besonderen Beziehung zwischen Flöhen und Frauen, entwirft Fischart in seiner Flöh Haz ein wortspiel-reiches ironisches Sammelsurium verschiedener Textarten: Dialog, Verteidigungsrede, Rezept, Lied (Flohlid zu singen\ wann sie die Pelz schwingen\ schön inn tact zuspringen) und Epilog (Friden und rue vor den Flöhen) mit thematisch vergleichbaren literarischen Beispielen, v. a. Tierfabeln.
Flöh Haz ist kein allegorisches Tierepos, sondern ein in Knittelversen geschriebenes Spottgedicht in der Manier des Grobianismus. Verspottet werden sowohl menschliche Schwächen als auch die Gerichtsrhetorik und ihre absurden Beweisführungen mit Hilfe eines akademischen, katalogisierenden und enzyklopädisierenden Wissens. In dieser Weise ist Fischarts Flohliteratur ein Beispiel früher Skepsis gegenüber den euphorischen Welterfassungsmustern des Humanismus.
Mit satirischen Übertreibungen und langen Tiraden werden in den beiden ersten Texten „Erneuerte Floh klag Wider der Weiber Plag“ und „Notwendige Verantwortung der Weiber“ die Klage eines Flohs und die Verteidigung der Weiber durch den „Flöhkantzler“ vorgetragen. Im Dialog zwischen Muck (Stechfliege) und dem durch Weiberhiebe verletzten Floh Räsimgsäs (Zeile 1913) treten beide als Brüder auf und beklagen sich als  Opfer der großen Menschen, welche die harmlosen Stiche übertreiben und schon als Kinder zur Tierquälerei erzogen werden. Beide rufen nach Verständnis für die kleinen Geschöpfe Jupiters und verteilen Seitenhiebe gegen die Großen und Kleinen der sozialen Schichtung: „Klein Leut bedörfen klaine lucken\ Groß Leut sind nicht bald zuvertdrucken“ (Z 537–538) bzw. „Niman ist kärger dan die Reichen“ (Z 829). Im anschließenden Monolog des Hauptteils erzählt der Floh vom verlustreichen Angriff seines Heeres und dem brutalen Kampf der Weiber in den Spinnstuben, Schlafkammern und Küchen, die sogar, um die in die Intimbereiche eingedrungenen Angreifer abzuwehren, ihre Kleider ablegen, sie nach dem Feind durchsuchen und diesen dann grausam abschlachten. Diese Szenen werden mit sexuellen Anspielungen genüsslich detailliert ausgeführt. Der Zug der Flöhe durch Märkte und Häuser auf der Suche nach neuen Opfern und ihre Flucht bei Entdeckung nutzt der Autor für die satirische Enthüllung menschlicher Schwächen. Dabei mischen sich derbe burleske Schwank-Szenen mit gelehrt wirkenden Hinweisen auf literarische Beispiele (u. a. Rabelais, Ovid, Tierfabeln). Der Dialog des Schlussteils parodiert die moralisierende Lehrdichtung und ruft die Jugend zur Besonnenheit und zum maßvollen Ausgleich auf, denn die Verletzung des Flohs sei Folge seines Übermuts, und er wird von Muck als zu anspruchsvoll und waghalsig bei der Auswahl seiner Opfer kritisiert: Er ging die Gefahr ein, gejagt und erlegt zu werden, weil er lüstern war nach zartem Jungfrauenfleisch und in die intimen Bereiche sticht, anstatt sich von Hundeblut zu ernähren. Diesen Aspekt erweitert im folgenden Text der Flöhkanzler zu einer grundlegenden Kritik an den Flöhen, die das Leben der Menschen stark beeinträchtigen, was die Selbstjustiz der Weiber als Notwehr rechtfertigt. Zum Schluss droht er den listigen Menschenbluträubern mit allen damals üblichen harten gerichtlichen Strafen und bietet den Frauen Rezepte gegen Flöhe an. Hier ahmt Fischart die Wissenschaftssprache seiner Zeit nach und zieht sie ins Lächerliche. Die offenkundige Beliebigkeit der Rezepte nährt die Zweifel an ihrer Wirksamkeit; die Sprache damaliger medizinischer Rezepturen nachahmend, eröffnen sie damit den Skeptizismus gegenüber der akademischen Ars medicina.

## Biologische Grundlagen und zugeschriebene Eigenschaften

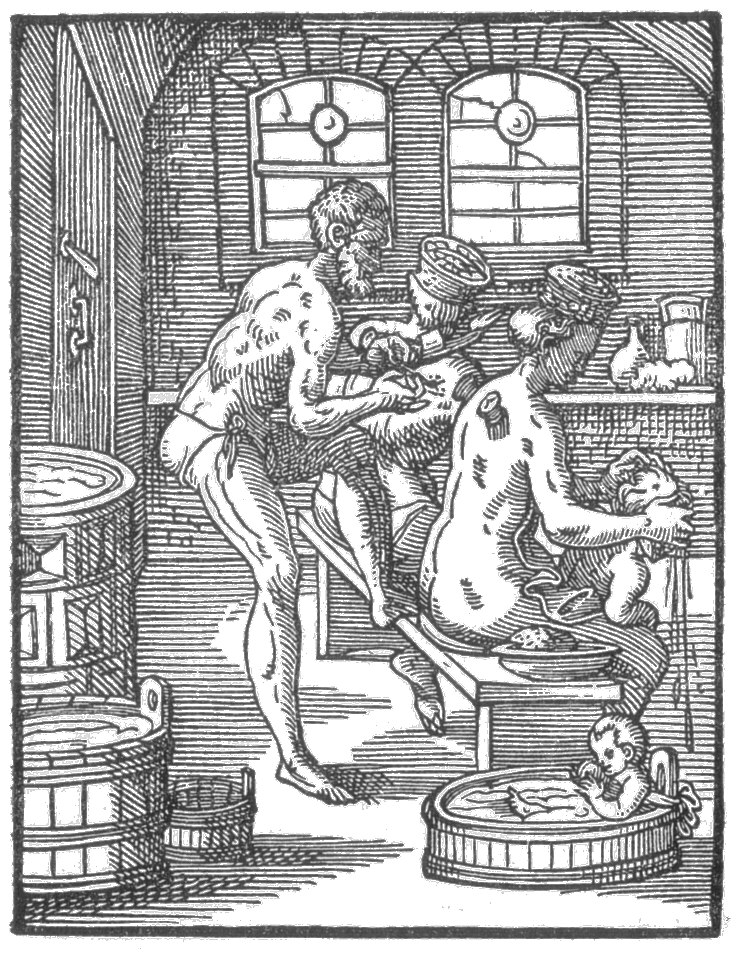
Ein Bader beim „Abflehen“ (von Flöhen befreien). Aus dem Ständebuch von Jost Amman, Frankfurt am Main 1568

In der Flohliteratur werden dem Floh Charakterzüge zugeschrieben, die aus der Beobachtung der Gestalt und dem Verhalten des Menschenflohs abgeleitet wurden. Die für den Menschen offensichtlich lästige Existenz des Flohes wird mit positiven Charaktereigenschaften kontrastiert. Seine bis in das 19. Jahrhundert anhaltende, unausweichliche Präsenz in Betten und Kleidern aller Gesellschaftsschichten lässt ihn zunächst als einen Vertreter sozialer Gerechtigkeit und Gleichheit erscheinen. Die Flohliteratur erwähnt dieses Motiv meist mit der unverhohlenen Auffassung, dass das Blut der höheren Stände für den Floh sogar wohlschmeckender sei. Der Floh wird also als der unausweichliche, alle betreffende „Gleichmacher“ betrachtet, wie es sonst nur dem Tod in den Darstellungen der Totentänze zukommt. Eine literarische Tabuisierung des Flohbefalls oder dessen Zusammenhang mit Verwahrlosung und Unreinheit, kann man bis in die Mitte des 19. Jahrhunderts nicht feststellen.
Die Größe des Flohes von nur 1,5 bis 3 mm macht ihn zum „Kleinsten der Kleinen“, eine Eigenschaft, die im Kontrast zu Großem oft den humoristischen Stoff in der Flohliteratur liefert. Mit dieser Kleinheit spielen auch viele Werke in grotesker Weise, wenn der Floh zu unnatürlicher Größe heranwächst oder den Menschen gar überragt. Werden hingegen politische Größe und Würde auf das Maß des Flohes reduziert, dient die Kleinheit als Karikatur.
Aufgrund der Lebensweise als Blutsauger wird der Charakter des Flohs gemäß der Humoralpathologie dem Sanguiniker zugeordnet. Diese Kategorisierung beinhaltet Lebhaftigkeit, Heiterkeit, Phantasie und Redegewandtheit, zugleich eine gewisse Extrovertiertheit und ein leicht reizbares, unstetes Gemüt. Die Beobachtung des Verhaltens eines Flohes, wenn er von Mensch zu Mensch in gewaltigen Sprüngen wechselt und bei der Jagd nach ihm geschickt entkommt, mag diese Charakterisierung noch unterstützt haben. Giovanni Antonio Moschetti nennt den Floh 1625 „lustig mit leichtem Sinn, hüpfend durch’s Dasein hin!“ und der britische Entomologe William Kirby stellt anekdotisch fest, „man habe noch nie einen mürrischen Floh gesehen.“

Nächtliche Flohjagd: „Nahe schon ist die feindliche Macht und die Stunde der Parzen“ (aus: De pulicibus 1866, S. 74).

Die Rastlosigkeit des Flohes und besonders seine Fähigkeit, durch nächtliches und morgendliches Blutsaugen die menschliche Nachtruhe abzukürzen, trug ihm das Motiv des „Feindes der Faulen“ und Mahner zu frühem Tagewerk und nicht ruhendem Fleiß ein. Schon der Leipziger Prediger Michael Lindner erwähnt 1558 diese positiven Wirkungen des Flohs: (…) „also wären auch die lieben Flöhe von Gott geschaffen, das sie die Weiber plagten, das sie ihres unnützen Geschwetz, und böser gedanken vergeßen, der sie doch voller wären, dann der Flöhe, und sonderlich, das sie die studfaulen Mägde inn der predig auffwecketen, und dieselbenigen erinnerten und vermaneten das sie fleyßiger sein sollten.“
In der Jagd nach den Flöhen erkennt Grimmelshausen jene Beschäftigung der Frauen, die dem „Tabacksaufen“ der Soldaten entspräche: „jhre müssiggängerische lange weil damit zuvertreiben, auff daß sie etwann ein ander Unglück anzustellen, oder jhrer Boßheit nachzusinnen keine ruhe haben möchten.“ Diese schon in Fischarts Flöh Haz, Weiber Tratz angedeutete Feindschaft zwischen Frauen und Flöhen führt regelmäßig zum raschen Ergreifen und Töten des Flohs. Obwohl die Flohliteratur die Todesgefahr des Flohes oft beschreibt, lobt sie doch gleichzeitig die Suche nach dem schönen Augenblick in der Wollust des Blutsaugens; der Floh wird hier zur Allegorie des „Carpe diem“. Das lustvolle Bluttrinken der Flöhe wird mit dem exzessiven Trinken von Alkohol und das Stechen mit der Penetration beim Geschlechtsakt in Verbindung gebracht. Die schwarze Farbe des Flohs wird meist mit einer daraus folgenden Trauerbekleidung verglichen, da große Teile seiner Verwandtschaft beim ertappten Blutgenuß gemordet wurden; der Floh wird als „Schwarzkittel“, „Schwarzfärber“ oder „schwarzer Ritter“ umschrieben. Das Töten eines Flohes geschieht meist durch das sogenannte „knicken“, d. h. dem hörbaren Zerdrücken des widerstandsfähigen Chitinpanzers mit den Fingernägeln.
Das rastlose Springen und geschickte Entfliehen des Flohs (letzteres begründet auch die Wortherkunft floch, floh von dem Verb fliehen), begründet überwiegend den eigentlichen Charakter des Flohs im Tierepos. Obwohl Läuse in früheren Jahrhunderten ebenfalls allgegenwärtig, ebenso klein und blutsaugend waren, werden sie wegen ihrer Unbeweglichkeit am menschlichen Körper allegorisch eher mit Trägheit und Dummheit in Verbindung gebracht, hingegen der Floh mit Witz, Fleiß, Erotik und Intelligenz.

## Aspekte des Flohs in der Literatur der Neuzeit

### Der Floh als erotische Phantasie

Der Floh als Cupido (aus: De pulicibus 1866)

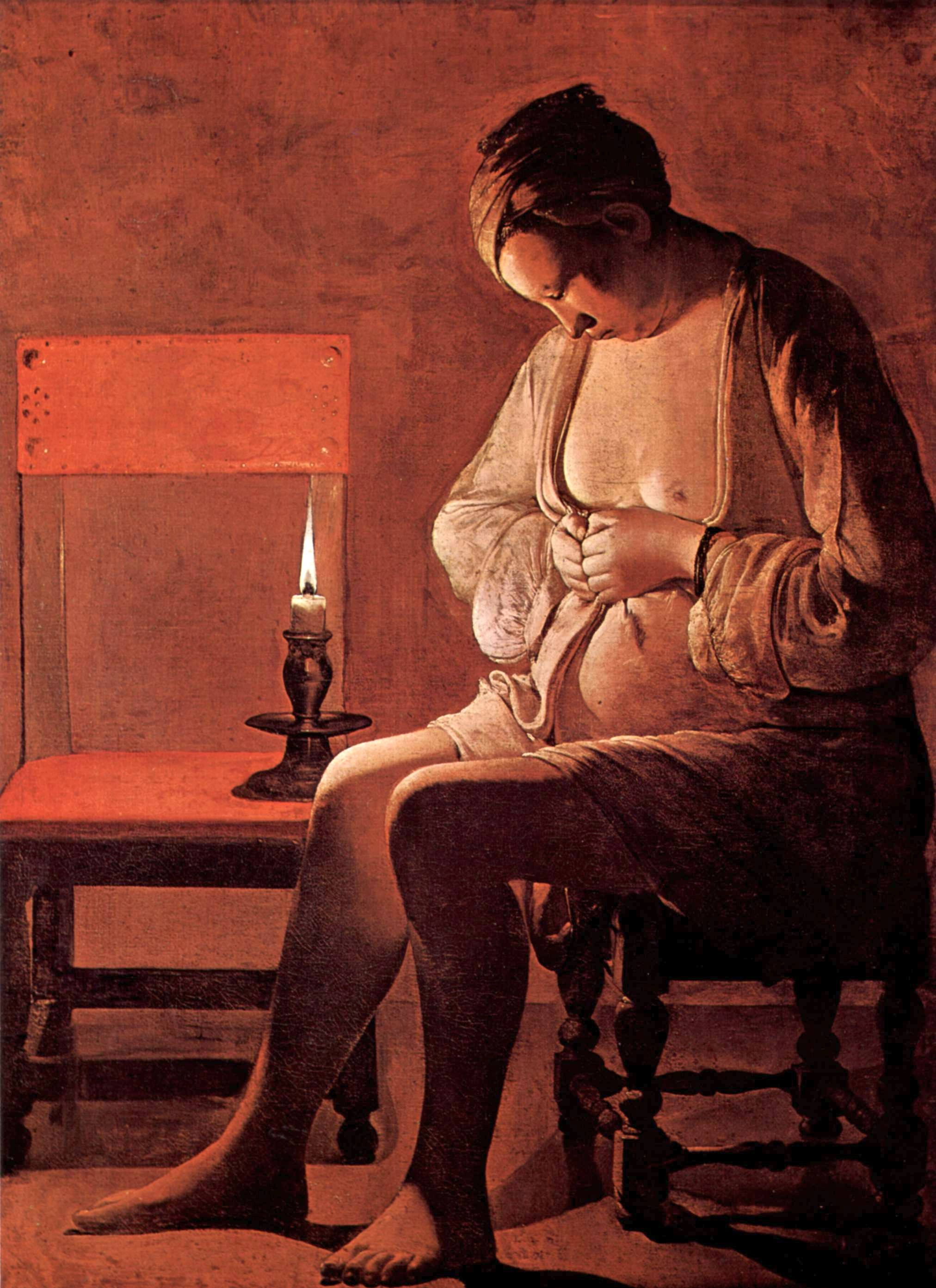
Georges de La Tour (1593–1652): Frau mit dem Floh

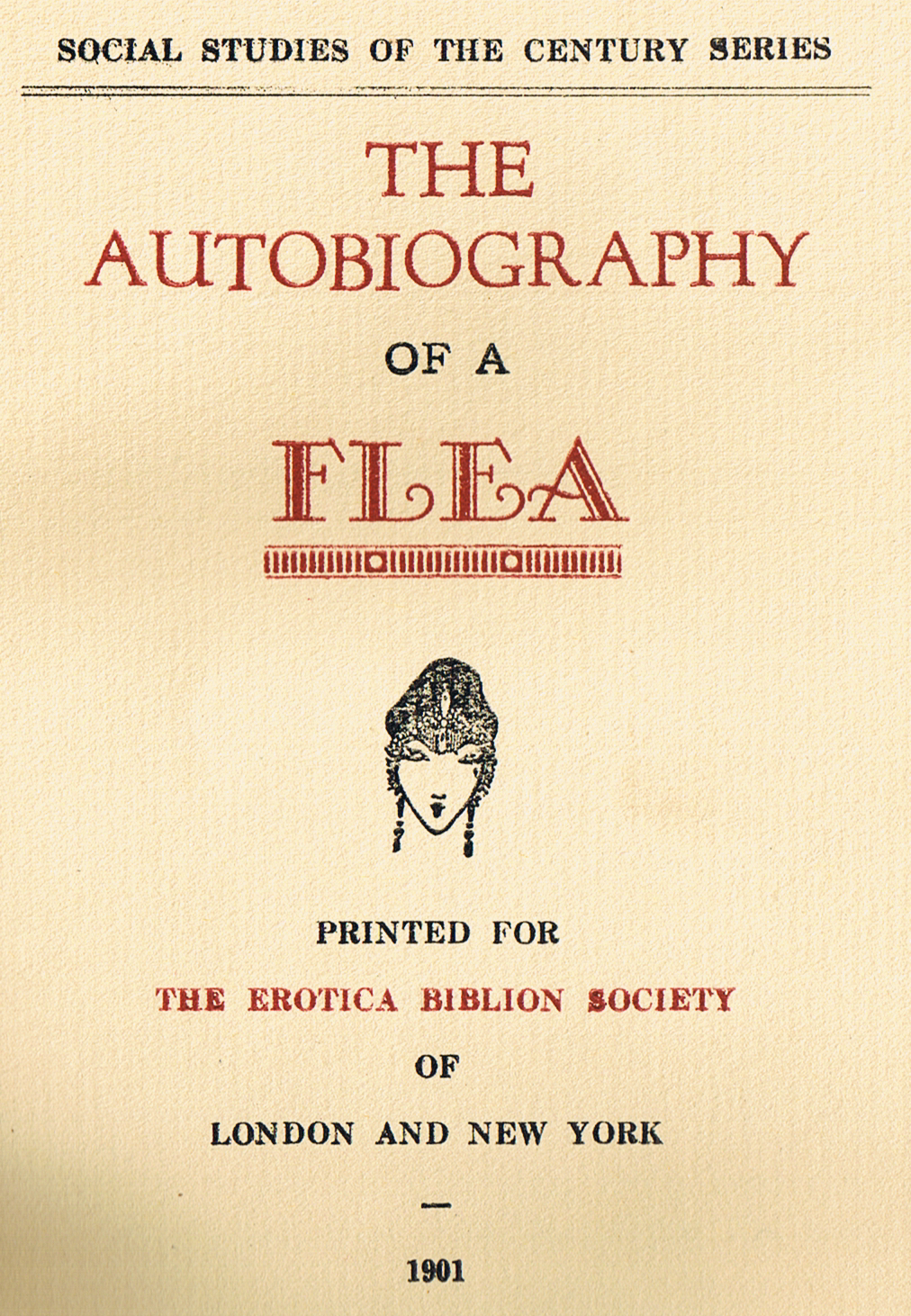
Autobiography of a flea (Titelseite von 1901)

Johann Fischart beschreibt in seiner Flöh Haz, Weiber Tratz von 1571 bereits eine besondere Beziehung von Flöhen und Frauen, jedoch in Form ewiger Feindschaft. In gleicher Weise pointiert dies auch Friedrich Dedekind (1525–1598), wenn in seiner von Caspar Scheidt übersetzten Dichtung Grobianus. Von groben Sitten und unhöfischen Gebärden (1551) zu lesen ist: „Die Flöh vnd der Weibliche stamm, Tragen stäts großen Haß zusam, Vnd halten beyd zu tag vnd nacht, Mitnander manche harte schlacht;(...)“. Dieses Motiv greift Grimmelshausen in seinem Simplicissimus auf, und lässt die Flöhe bei dem ebenfalls flohgeplagten  Jupiter Klage über ihre schicksalhafte Ermordung und Qual erheben und ein Anrecht auf das Blutsaugen bei ihnen reklamieren: (sie) „würden von den Weibern übel traktiert, gefangen, und nicht allein ermordt, sondern auch zuvor zwischen ihren Fingern so elendiglich gemartert und zerrieben, daß es einen Stein erbarmen möchte“.
Tatsächlich beflügelten die Bewohner von sonst bedeckten und in der jeweiligen Zeit tabuisierten, weiblichen Körperstellen die Literaten zu erotischen Dichtungen. Der Floh wird für all das beneidet, was er aus der Nähe und unbedeckt erblickt. In einem anonymen Mecklenburgischen Gedicht heißt es hierzu: „Er hüpft am weißen Strumpf empor, Und kommt an des Paradieses Tor; Was manchem Mann verborgen war, Das liegt vor ihm so hell und klar“. Ein großer Teil der Flohliteratur des 17. und 18. Jahrhunderts hat eine vermeintliche erotische Beziehung zwischen Frauen und Flöhen zum Thema. Insbesondere die freizügige Art des Kratzens und die entkleidende Flohjagd wird detailliert beschrieben. Dies spiegelt sich auch in den zeitgleich entstehenden Bildern, auf denen Frauen bei der Flohjagd nackte Stellen präsentieren oder ab dem 18. Jahrhundert in speziellen Pfeifenstopfern aus Porzellan (Flohbeine), die einen Floh auf einem bestrumpften Damenbein darstellen.
Flöhe werden auch als Cupido oder Ehestifter allegorisiert, so besonders deutlich in einem Gedicht von Jacob Cats (1577–1660), in dem er zwei beieinander sitzende Liebende beschreibt, die von einem Floh überrascht werden. Erst sticht der Floh das Mädchen, dann den Jüngling. Beider Blut sei nun im Floh vereint und ein Unterpfand ihrer Liebe: „In dir sind wir vermischt und inniglich verbunden, Wir haben uns zur Eh´ in dir vereint gefunden, Ja Beider Blut pulsirt in Dir jetzt, ihr´s und mein´s, Wir sind nicht länger zwei, von heut´ ab sind wir Eins!.“ Meist tritt jedoch das Motiv des sehnsüchtig Liebenden in der erotischen Flohliteratur auf, das exemplarisch bei Joseph Scaliger (1540–1609) zu finden ist: „O du glücklicher Floh, Du kleinster der Kleinen, Du kannst, wann Du willst, meines Mädchens Lippen küssen, mir ist das versagt, zwar, ach, am Wollen liegt es nicht“. Christian Morgenstern legt in seinem Gedicht Der Sündenfloh schließlich auch nahe, dass ein dritter Floh in Noahs Arche für den Verbleib komplizierter Dreiecksbeziehungen auch nach der Sintflut in der menschlichen Geschichte verantwortlich sei.
Die erotische Literatur bedient sich des Flohs aber auch, um im stechenden Saugakt des Insekts den eigentlichen Geschlechtsakt und eventuell damit verbunden die verlorene Jungfernschaft zu umschreiben. Diese Deutung ist beispielsweise in John Donnes (1572–1631) Gedicht The Flea oder in Friedrich von Logaus (unter dem Pseudonym Salomon von Bolau) Verlohrne Jungfernschaft durch Flöhe (1702) nachweisbar. Ein anonymer Autor eines Klosterspiegels von 1841 denunziert mit diesem damals wohlbekannten Motiv das Keuschheitsgelübde von Klosterfrauen: „Es bringen's wenige Nonnen dahin, dass sie als Bräute Christi von keinem Floh mehr gestochen werden, wie die heilige Rosa von Lima“.
Ein spätes Werk der Flohliteratur, das ohne Angabe eines Autors 1901 in New York und London unter dem Titel Autobiography of a Flea (und in kleiner Auflage außerhalb Englands bereits 1888) erschien, wurde als vermeintlich pornographische Literatur in England verboten. Geschildert wird die Geschichte aus der Perspektive eines Flohes, der miterleben muss, wie die Unwissenheit eines jungen Mädchens von Männern mit Doppelmoral für ihre sexuellen Zwecke ausgenutzt und missbraucht wird. Da das Buch die Bigotterie und Unmoral der anglikanischen Geistlichkeit anprangert, gilt es auch als antiklerikales Werk der späten viktorianischen Epoche. Das Motiv des Flohes, der sich in ein Mädchen verliebt und eifersüchtig ihre anderen Liebhaber miterleben muss, greift Esther Vilar in ihrem Roman Rositas Haut (1990) in gewandelter Form auf. Da der Floh als Parasit im späten 20. Jahrhundert nicht mehr präsent ist, ersetzt Vilar den Floh durch einen Moskito, alle Varianten der erotischen Flohliteratur werden in der übertragenen Form jedoch erneut bemüht.

### Flohliteratur als politische und soziale Allegorie

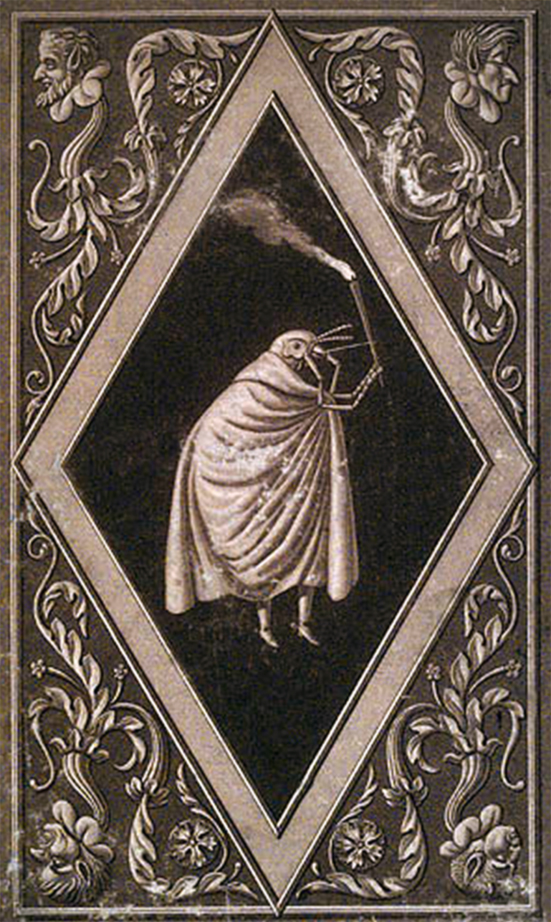
E.T.A. Hoffmanns Meister Floh (Abbildung auf der Buchrückseite der 2. Ausgabe 1826)

Um in einer Fabel oder einem Gleichnis gesellschaftliche und politische Kritik zu üben, lassen Literaten den Floh als Protagonisten auftreten; entweder werden seine negativen Eigenschaften als Beispiel eines Missstandes hervorgehoben oder der Floh selbst erscheint als eloquenter Kritiker oder als an den Umständen Leidender. Für ersteres ist eine Schrift unter dem Pseudonym „P. [Pater] Ambrosius N.“ beispielhaft, die 1620 wahrscheinlich in Brünn erschien. Ambrosius, der von sich sagt, er sei ein ehemaliges Mitglied des Jesuitenordens, beschreibt als Vergleich zwischen Flöhen und Jesuiten die Geistlichen als gierig, schamlos, lästig, hinterhältig, listig und blutsaugend. Beide vermehrten sich auch in gleicher Weise unkontrollierbar und hielten sich gerne bei Frauen auf.

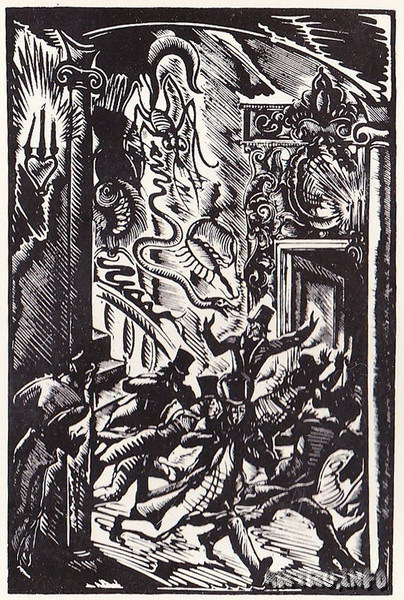
Landung des Flohmeisters. Allegorische Illustration zu Hoffmanns Erzählung von Alexei Krawtschenko

Ein bekanntes Beispiel für die literarische Verwendung des Flohs zur Beschreibung politischer Verhältnisse, ist das „Flohlied“ in Goethes Faust. In der Trinkerszene in Auerbachs Keller, die in vielen Einzelheiten schon an die Literatur des Grobianismus und die Studentenbräuche des 17. und 18. Jahrhunderts anspielt, singt Mephisto das Lied eines zum Minister ernannten Flohs: „Es war einmal ein König, der hatt’ einen großen Floh“ (Text bei Flohlied (Mussorgski)).  Der Floh als staatlicher Popanz und Ausdruck des Hofschranzentums wird sogleich von den Zechbrüdern kommentiert: „So soll es jedem Floh ergehn!/ Spitzt die Finger und packt sie fein!/ Es lebe die Freiheit! Es lebe der Wein!“
E. T. A. Hoffmann bedient sich in seinem Meister Floh des Flohmotivs zur Entlarvung politischer Unterdrückung und sozialer Ungerechtigkeit. Die Erzählung, die als Reaktion auf Hoffmanns Erfahrungen in der preußischen „Immediatkommission zur Ermittlung hochverräterischer Verbindungen und anderer gefährlicher Umtriebe“ entstand, konnte wegen ihrer zu offenen Kritik an der Staatsmacht 1822 nur in zensierter Form erscheinen, die vollständige Textfassung wurde erst 1908 veröffentlicht.
Als eine der beiden Hauptfiguren tritt ein Floh in wechselnder Größe auf. Er stammt aus einem von dämonisch-destruktiven und egozentrischen Figuren beherrschten Phantasiereich, in dem jeder gegen jeden kämpft und die schöne Prinzessin für sich besitzen will. Durch eine mikroskopische Projektion ist er in die reale Welt geflogen und in die Hände eines Flohbändigers geraten, der damit zugleich Macht über sein Volk erhält und es Kunststückchen vorführen lässt. Doch der freiheitsliebende Meister flieht mitsamt seinen kleinen Akrobaten aus dem Zirkus und will mit seinem leichtsinnigen springfreudigen Volk in Freiheit leben, wie es seiner republikanischen Natur entspricht. Auf seiner Flucht begegnet er dem naiven Kaufmannssohn Peregrinus Tyß und hilft ihm, sich aus seiner Kinderwelt zu lösen. Zur Demonstration setzt er ihm in seine Pupille eine Linse ein, wodurch er in die Gedankengänge der Menschen blicken und so die Absichten erkennen kann, die sich hinter ihren freundlichen bzw. hinterlistigen Worten verbergen (3. u. 4. Abenteuer). Durch die Gedanken-Linse vermag er auch in der Knarrpanti-Episode (4. u. 5. Abenteuer) die Strategie des Hofrats zu durchkreuzen, der ihm eine erfundene Prinzessin-Entführung und Ermordung in die Schuhe schieben will, um sich bei seinem Fürsten zu profilieren.
Wiederum Fischarts Flöh Haz inspirierte Kurt Tucholsky 1919 in einer Buchbesprechung für Die Weltbühne, die Ungeordnetheit des politischen Flohzirkus und seiner Protagonisten zu karikieren. Die geringe Effizienz der demokratischen Willensbildung bei der Entstehung der Weimarer Republik vergleicht er mit der Aussichtslosigkeit einer Flöhhatz, die alten Plagegeister loszuwerden: Aber es ist gehupft wie gekrabbelt. Wie hieß der Untertitel? Die politischen Kopfe Deutschlands? Das Volk kratzte sich, weil es gar zu sehr juckte, die Insekten sprangen, und es gab: eine Flöhhatz.

### Sekundärliteratur
- V. J. (d. i. Vittorio Imbriani): La pulce, saggio di zoologia letteraria. dell'Orfanotrofio, Catanzaro 1875.
- W. A. L. Philopsyllus (d. i. William Marshall): Der Floh, das ist des weiblichen Geschlechtes schwarzer Spiritus familiaris von literarischer und naturwissenschaftlicher Seite beleuchtet. Huschke, Weimar 1880.
- Carl Blümlein: Der Floh in der Literatur. In: Frankfurter Zeitung. Nr. 233, 1900.
- Hugo Hayn, Alfred N. Gotendorf: Floh-Litteratur (de pulicibus) des In- und Auslandes vom 16. Jahrhundert bis zur Neuzeit. o.N., o. O. 1913.
- Leo Koszella (Hrsg.): Der literarische Flohzirkus. Hesperos Verlag Grünwald, München 1922 (Anthologie).
- Enno Littmann: Vom morgenländischen Floh. Dichtung und Wahrheit über den Floh bei Hebräern, Syriern, Arabern, Abessiniern und Türken. Insel-Verlag, Leipzig 1925 (Faksimileausgabe: Insel-Verlag, Frankfurt am Main 1972 (Insel-Bücherei 966)).
- David B. Wilson: La puce de Madame Desroches and John Donne's „The Flea“. In: Neuphilologische Mitteilungen 72, 1971, ISSN 0028-3754, S. 297–301.
- Rainer Schmitz (Hrsg.): Flohwalzer, Flohfallen und Flöhe im Ohr. Ein Lesebuch. Reclam, Leipzig 1997, ISBN 3-379-01588-1 (Reclam-Bibliothek 1588).
- R. Schmäschke: Der Floh in der Kulturgeschichte und erste Versuche zu seiner Bekämpfung. In: Berliner und Münchener Tierärztliche Wochenschrift. 113, 2000, ISSN 0005-9366, S. 152–160.
- Hans-Jürgen Bachorski: Von Flöhen und Frauen. Zur Konstruktion einer Geschlechterdichotomie in Johan Fischarts Floeh Haz / Weiber Traz. In: Ulrike Gaebel, Erika Kartoschke (Hrsg.): Böse Frauen – Gute Frauen. Darstellungskonventionen in Texten und Bildern der Frühen Neuzeit. WVT Wissenschaftlicher Verlag Trier, Trier 2001, ISBN 3-88476-479-9, S. 253–272 (Literatur, Imagination, Realität 28).
- Gerda Riedl: … deren beyspiel man sol volge thun. Das satirische Tierepos als lehrhaftes Geschichtsexempel. Der Mückenkrieg des Hans Christoph Fuchs (1600). In: Bernhard Jahn u. a. (Hrsg.): Tierepik und Tierallegorese. Studien zur Poetologie und historischen Anthropologie vormoderner Literatur. Lang, Frankfurt am Main u. a. 2004, ISBN 3-631-51366-6, S. 279–298 (Mikrokosmos 71).
- Crissy Bergeron: Georges de la Tour's flea-catcher and the iconography of the flea-hunt in seventeenth-century baroque art. Dissertation. Louisiana State University 2007 (PDF; 1,2 MB)
- Juliane Prade-Weiss: „WechselS/Zeitigkeiten. Reziprozität, Episode und Eskalation im ›Mückenkrieg‹.“ In Die Zeit der sprachbegabten Tiere. Ordnung, Varianz und Geschichtlichkeit (in) der Tierepik. Beiträge zur Mediävistischen Erzählforschung Themenheft 11, hg. Kathrin Lukaschek, Michael Waltenberger und Maximilian Wick (Oldenburg: BIS, 2022), 375–40. doi:10.25619/BmE20222173
- Ulrich Stadler: Der ewige Verschwinder. Eine Kulturgeschichte des Flohs. Schwabe, Basel 2024 (304 S.; 34 SW-Abb.).

### Hauptwerke der Flohliteratur
- Petrus Gallissardus (Pierre Gallisart): Pulicis Encomium Physica Ratione Tractatum, Lyon (Tornaesius) 1550, abgedruckt in Caspar Dornavius (Dornau): Amphitheatrum Sapientiae Socraticae Joco-Seriae. Schauplatz scherz- und ernsthafter Weisheiten, Hanau 1619 (Reprint herausgegeben von Robert Seidel (Texte der Frühen Neuzeit 9), Frankfurt/M. 1995 ISBN 3-8051-0816-8)
- Johann Fischart: Flöh Haz/ Weiber Tratz. Der wunder un richtige unnd spottwichtige Rechtshandel der Flöh mit de[n] weybern: Ein new geläß/ auff das uber kurtzweiligst zubelachen/ wa anders die Flöh mit stechen eim die kurtzweil nicht lang machen, Straßburg (Jobin) 1571 (erweiterte Auflage 1573), Nachdruck herausgegeben von Alois Haas, Stuttgart (Reclam) 1982, ISBN 3-15-001656-8
- K. C. E. B. M.: Laus Pulicis In Vino se suffocaturi, Versiculis Anacreonticis inclusa, Leipzig (Schürer, Götz, Steinmann) 1631 (Gedichtsammlung)
- Jesaias Rompler von Löwenhalt: Klag Uber der Panonyme Flöhe, Straßburg 1640
- Opizius Jocoserius (d. i. Otto Philipp Zaunschliffer): Dissertatio Iuridica, De Eo Quod Iustum Est Circa Spiritus Familiares Foeminarum: Hoc est, Pulices. Quaestionibus Theoretico-practicis rarioribus adornata (…), Liberovadi (d. i. Marburg) 1684 und Marburg 1688. Von dieser Auflage erfolgten mehrere, zum Teil stark veränderte Auflagen mit abweichender Autorennennung:
  - Otto Philipp Zaunschliffer: Des galanten Frauenzimmers Curieuse Flöh-Jagt (…) Flochia Greiffoldi Knick Knackii ex Flolandia Cortum Versicale (Herausgeber und Übersetzer: „Simplicismo Spring ins Feld“), „Schwarzwald“ (Rauchbaart) ca. 1691
  - N.N.: Tractatus Varii De Pulicibus: Quorum Primus exhibet Dissertationem Iuridicam Opizii Iocoserii (..) Secundus Laudem & defensionem Pulicum, ex Masenii Exercitat. Oratoriis desumptam, Tertius Vituperium & Damnationem illorum, eiusdem Autoris. Et Quartus Flochiam Greiffoldi Knickknakkii (d. i. Janus Caecilius Frey) ex Floilandia Cortum Versicale de Flois, Swartibus illis Thiericulis, quae omnes fere Menschos Mannos, Weibras, Jungfras &c. Behupffere, & Spitzibus Schnablis stechere & beissere solent. Utopiae Literis Alphabeticis (d. i. Nürnberg) 1694
- E. T. A. Hoffmann: Meister Floh – Ein Märchen in sieben Abenteuern zweier Freunde, Frankfurt 1822 (Werkausgabe: Gerhard Allroggen et al. (Hrsg.): Hoffmann, E. T. A.: Sämtliche Werke in sechs Bänden, Band 6, Frankfurt 2004 ISBN 978-3-618-60900-1)
- Anonymus: The Autobiography of a Flea, London 1888 (Neuauflage 1901 für die „Erotica Biblion Society of London and New York“) Erotische Novelle, 1976 verfilmt

### Lieder
- sh. Liste unter Flohlied
- Flohlied (Mussorgski)